# 티모티 포쉬멘사
에반스 티모티 포수 "팀" 포수멘사(Evans Timothy Fosu "Tim" Fosu-Mensah, 1998년 1월 2일 ~ )는 바이어 04 레버쿠젠에서 활약하고 있는 네덜란드의 축구 선수이다. 풀백, 센터 백, 수비형 미드필더등 많은 포지션을 소화할 수 있다.

## 경력

### 유소년
그는 암스테르담에서 가나계 부모의 아들로 태어났으며, 아약스 유소년 팀에서 2014년 팀을 옮기기까지 활약하였다.

### 맨체스터 유나이티드
포수 멘사는 맨체스터 유나이티드 유소년 팀에서 레프트 백, 센터백, 미드필더 등 많은 포지션으로 활약하였다. 그는 2016년 2월 28일 아스널 FC과의 프리미어리그 경기에서 55분 마르코스 로호와 교체하면서 첫 성인 데뷔전을 치렀고, 팀은 3-2로 승리하였다.
2016년 10월 20일(한국시각)에 2020년 6월까지 맨유와 재계약을 맺었다.

### 크리스털 팰리스
포수 멘사는 2017년 8월 11일(한국시간)에 더 많은 경기 출전을 늘리기 위해 크리스털 팰리스로 1년 임대 이적하였다.
포수 멘사는 2017년 8월 12일 오후 11시(한국시각)에 허더즈필드 타운과의 리그 1라운드에 선발 출전하였는데 2005년 5월(톰 소아레스, 벤 왓슨) 이후 크리스털 팰리스에서 선발로 뛴 첫 10대 선수로 기록되었다.

## 경력 통계
2018년 3월 31일 기준
| 클럽                   | 시즌      | 리그         | 리그 | 리그 | FA컵 | FA컵 | 리그 컵 | 리그 컵 | 유럽 대회 | 유럽 대회 | 기타 | 기타 | 합계 | 합계 |
| 클럽                   | 시즌      | 리그         | 출장 | 골   | 출장 | 골   | 출장    | 골      | 출장      | 골        | 출장 | 골   | 출장 | 골   |
| ---------------------- | --------- | ------------ | ---- | ---- | ---- | ---- | ------- | ------- | --------- | --------- | ---- | ---- | ---- | ---- |
| 맨체스터 유나이티드    | 2015–16   | 프리미어리그 | 8    | 0    | 2    | 0    | 0       | 0       | 0         | 0         | —    | —    | 10   | 0    |
| 맨체스터 유나이티드    | 2016–17   | 프리미어리그 | 4    | 0    | 2    | 0    | 1       | 0       | 4         | 0         | 0    | 0    | 11   | 0    |
| 맨체스터 유나이티드    | 2017–18   | 프리미어리그 | 0    | 0    | 0    | 0    | —       | —       | 0         | 0         | 0    | 0    | 0    | 0    |
| 맨체스터 유나이티드    | 합계      | 합계         | 12   | 0    | 4    | 0    | 1       | 0       | 4         | 0         | 0    | 0    | 21   | 0    |
| 크리스털 팰리스 (임대) | 2017–18   | 프리미어리그 | 21   | 0    | 1    | 0    | 2       | 0       | —         | —         | —    | —    | 24   | 0    |
| 경력 합계              | 경력 합계 | 경력 합계    | 33   | 0    | 5    | 0    | 3       | 0       | 4         | 0         | 0    | 0    | 45   | 0    |

1. ↑  UEFA 유로파리그 출전 경기 포함